# 加藤學 (作曲家)
加藤 學（かとう まなぶ、1950年 - 1998年）は、日本の作曲家。1973年、1974年、1975年、1982年、1988年に創作合唱曲公募に入選している。

## 人物
盛岡市出身。岩手大学教育学部卒業。作曲を千葉了道、志田笙子、岡島雅興、石井歓の各氏に師事。岩手県立高校の教員を経て、青森明の星短期大学助教授等を歴任。以後作曲を専業とした。1998年3月宮城県名取市にて没。

## 主要作品

### 合唱曲
- 女声合唱のための「三つのソネット」(1973)
- 「ソナチネNo.1」-女声合唱のために-(1974)
- 女声合唱のための「三つのソネット2」(1975)
- 「優しき歌」-女声合唱のために-(1975)
- 下山清による五つの歌 (1979)
- 「春と修羅」(1980)
- 女声合唱曲集「黄昏に」(1982)
- 児童合唱のための「光る」(1984)
- 混声合唱のためのイーハトーヴォ幻想(1985)
- 「啄木歌集より」独唱版・女声合唱版・混声合唱版(1986)
- 女声合唱のための「ひなあられ」(1987)
- 「虹とひとと」-女声合唱のために-(1989)
- 混声合唱組曲 岩手賛歌「ひとのうた」(1997)

他に女声合唱曲をはじめとして多数。郷土の詩人の詩や立原道造の詩に作曲したものが多い。独唱曲を合唱に編曲した佳曲も多い。

### 器楽曲
- ヴァイオリンソナタ第一番(1973)
- 子供のための無言歌集(ピアノ1986)
- 2つの踊り｢スペインのおどり｣｢中国のおどり」(1986)
- パガニーニによる7つの変奏曲(ピアノ連弾1990)
- 2つの夜想曲「第1番」「第2番 星の囁き」(ピアノ1991)
- クラリネットとピアノのための夜想曲(1991 第3回日本クラリネットコンクール課題曲)